# Auki
Auki est une ville des Salomon situé dans la province de Malaita. Elle est la deuxième ville la plus peuplées des Salomon avec ses 6 811 habitants en 2009.

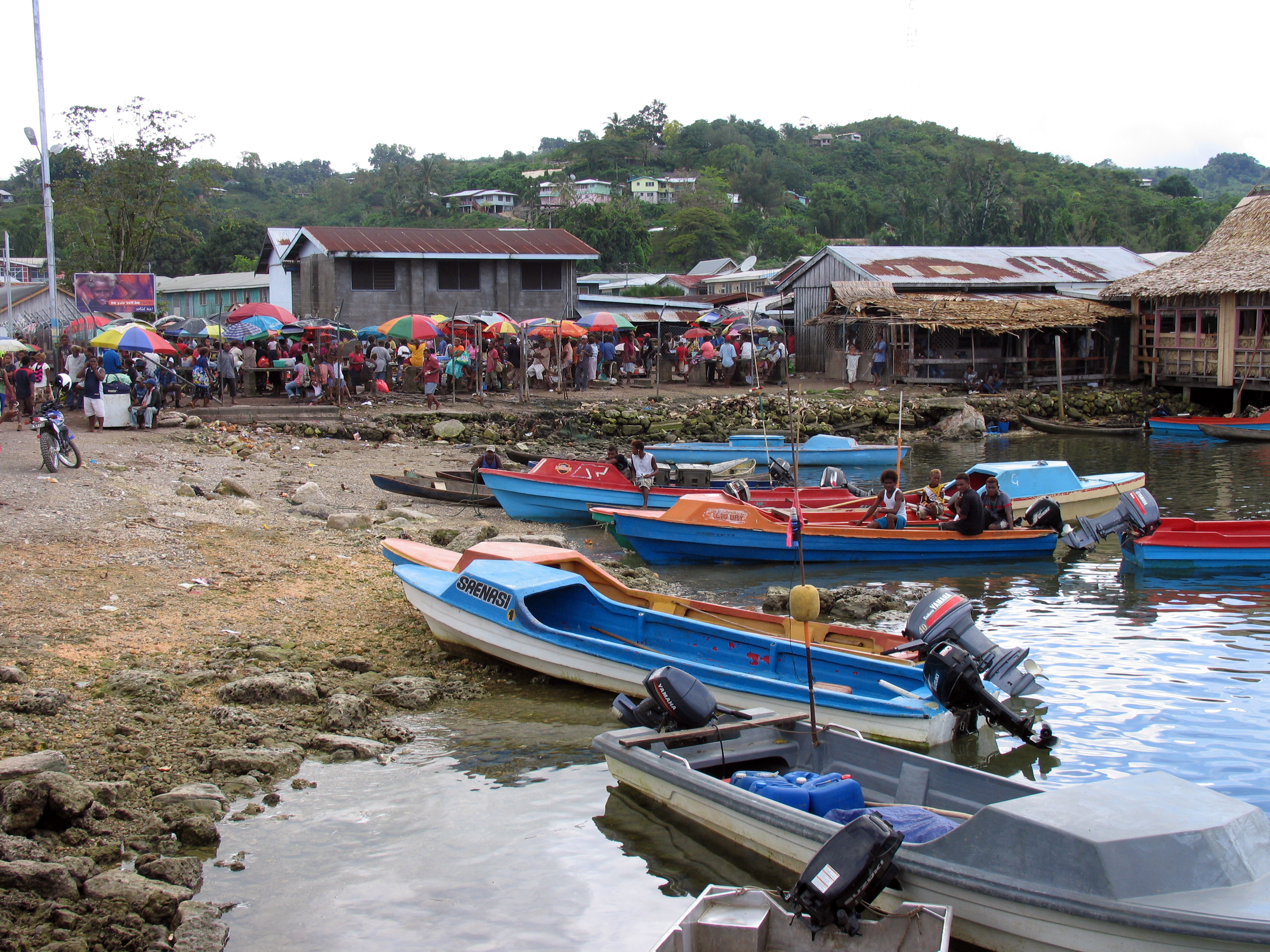
Le port et le marché à Auki

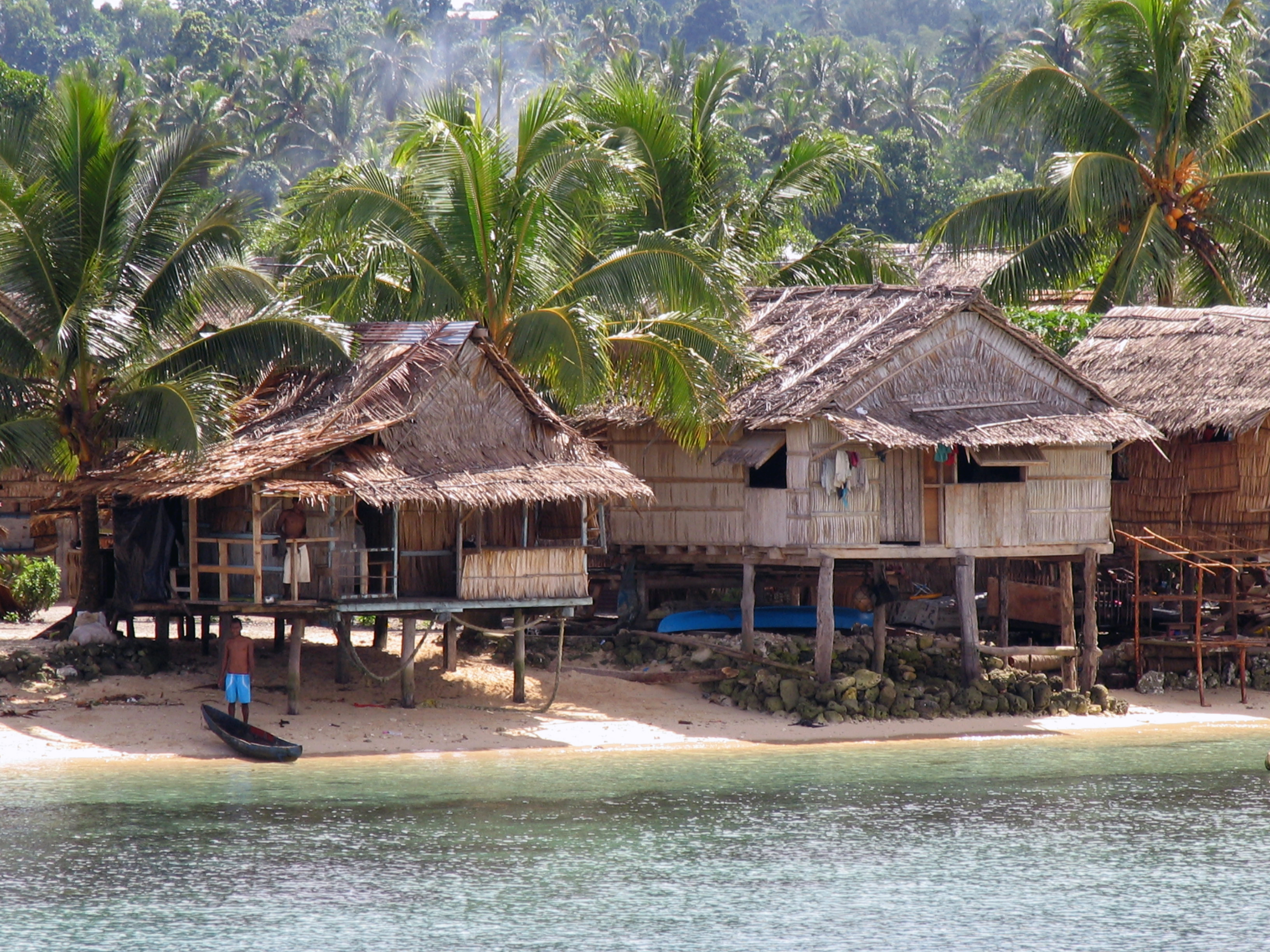
Des maisons typiques à Auki